# Tragedia de los anticomunes
La tragedia de los anticomunes es una situación hipotética en la que individuos racionales, actuando de forma separada, malgastan un recurso por infraexplotado. De acuerdo con los defensores de esta teoría, esto tendría lugar cuando los derechos de exclusión (por ejemplo patentes o copyright) sobre un bien privadamente poseído fueran excesivos o estuvieran en manos de tanta gente que el coste de compensar o coordinar a todos ellos anulara cualquier posible beneficio, impidiendo su uso comercial y malgastando el recurso. 

## Propiedad intelectual
El término "tragedia de los anticomunes" fue acuñado en 1998 en un artículo del Harvard's Law Review escrito por Michael Heller, profesor de la Facultad de Derecho de Columbia. En un artículo del mismo año de Science, Heller, junto a Rebecca Eisenberg, defendía que la investigación biomédica era una de varias áreas clave en las que la competencia en patentes podía evitar innovación y evitar que mejores productos terminaran en el mercado. Los defensores de esta teoría sugieren que demasiados derechos sobre la propiedad pueden ser contraproducentes y reducir la innovación.
El mayor caso usado, el de la propiedad intelectual, sería un ejemplo de cómo los bienes intangibles (derechos restrictivos) se vuelven contra los bienes tangibles (propiedad privada).

## Comparación
Se trata del reverso de la tragedia de los bienes comunales, en la que individuos racionales actuando por separado pueden sobreutilizar un recurso debido a un exceso de derechos de uso (o ausencia de derechos de exclusión), que deriva a su vez de un artículo de Garrett Hardin publicado en 1968 en Science.
La tragedia de los comunes es un ejemplo de derechos de propiedad mal definidos, ya que varias empresas tienen derechos conjuntos de uso de un determinado activo, sobre el cual ninguna de ellas tiene el derecho de excluir a los demás copropietarios. Del mismo modo, la tragedia de los anticomunes sería un ejemplo de derechos de propiedad mal definidos por la razón opuesta: varias empresas tienen derechos conjuntos de exclusión sobre un determinado activo, pero ninguna de ellas tiene derechos exclusivos de uso.